# Jelec Danilewskiego
Jelec Danilewskiego (Leuciscus danilewskii) – gatunek słodkowodnej ryby z rodziny karpiowatych.

## Występowanie
Żyje w dorzeczach Donu i Dniestru.

## Opis
Osiąga długość 20–25 cm. Żywi się owadami i ich larwami, mięczakami, innymi bezkręgowcami wchodzącymi w skład bentosu, a także glonami.